# Kaplica (Poméranie)
Pour les articles homonymes, voir Kaplica (Sainte-Croix).
Kaplica est une localité polonaise de la gmina rurale de Somonino située dans le powiat de Kartuzy en voïvodie de Poméranie. Elle se trouve à environ 7 km au sud de Kartuzy et 30 km à l'ouest de la capitale régionale Gdańsk.

## Géographie

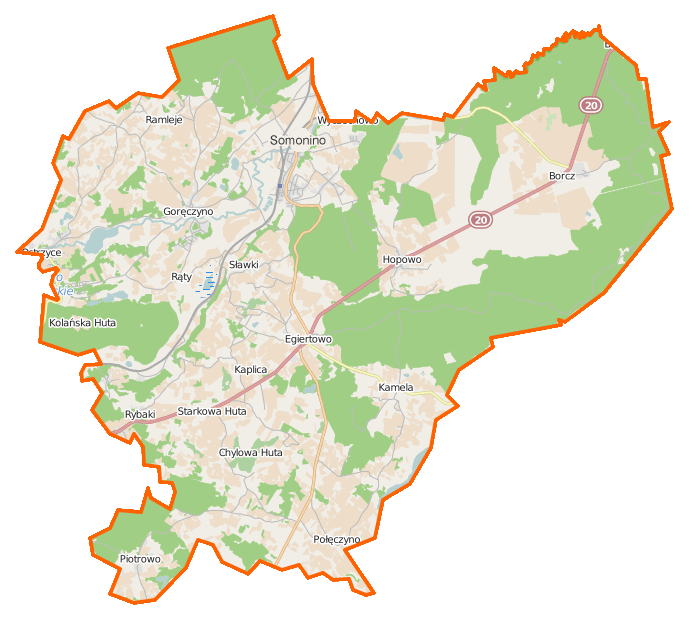
Carte de la gmina de Somonino.

## Histoire
De 1818 à 1920, Kapellenhütte fait partie de l'arrondissement de Karthaus dans le district de Dantzig dans la province de Prusse-Occidentale.